# Walter Gaitán
Walter Nicolás Gaitán Sayavedra (La Rioja, Argentina; 13 de marzo de 1977) es un exfutbolista profesional argentino. Cuenta con pasaporte mexicano.
Gaitán jugaba como mediapunta y era reconocido por su visión de campo, control de balón, olfato goleador, potente disparo de izquierda y un preciso toque de pelota.
Sus actuaciones más destacadas las tuvo en la Primera División de México con los Tigres de la UANL, donde fue campeón de goleo en el Apertura 2005 y obtuvo el Balón de Oro al mejor jugador de la liga en el Clausura 2006.

## Carrera profesional

### Debut
Walter Gaitán comenzó su carrera futbolística en Rosario Central el 6 de abril de 1997, en un partido contra el Club Atlético Huracán. Ese torneo jugó cinco partidos más, y no volvió a jugar sino hasta el Torneo Apertura 1998 en el que estuvo en 16 partidos y marcó seis goles.

### Paso por España
A fines de 1998, fue vendido al Villarreal de España. Durante ese año, el equipo jugaba su primer torneo en la Primera División. Finalizó la competencia en lugar 18, por lo que debió jugar la promoción en la que cayó contra el Sevilla FC por 4-0, en el marcador global. Así, descendió a la Segunda División, pero en la siguiente temporada lograrían nuevamente el ascenso. Walter Gaitán disputó un total de 48 partidos para la liga española e hizo siete goles.

### Regreso a Argentina
A principios de 2001, Gaitán retornó a Argentina para incorporarse al Boca Juniors, con Carlos Bianchi en la dirección técnica. Entre el campeonato local y la Copa Libertadores, Gaitán estuvo presente en 20 partidos e hizo cinco goles. Por el campeonato local marcó ante River Plate logrando el 1 a 1 definitivo en el Monumental. Newell's Old Boys, logrando el 2-2 en los últimos minutos; contra el Club Atlético Los Andes, en la victoria boquense por 1-0; y dos contra Chacarita Juniors en el empate por 4-4. Todos estos goles los convirtió en el Estadio Alberto J. Armando. En la Copa Libertadores marcó frente a Palmeiras en el partido vuelta, que Boca igualó 2-2 y luego ganó por penales, en calidad de visitante. Fue campeón de la Copa Libertadores, y subcampeón de la Copa Intercontinental 2001 perdiendo ante el equipo alemán Bayern de Múnich.

### Llegada a México y retiro en Argentina
Gaitán llegó a la ciudad de Monterrey como refuerzo de los Tigres de la UANL para el torneo Apertura 2002 mexicano, esto a petición del experimentado técnico brasileño Ricardo Ferretti. A partir de ese momento, el mediocampista pampero tuvo destacadas actuaciones con los Tigres, marcando un buen número de goles, sobre todo en los clásicos regios. A pesar de su buen desempeño con Tigres, Gaitán no fue capaz de conseguir el título del torneo mexicano, perdiendo una final en 2003 contra el Pachuca. Después del año 2005, Gaitán presentó una notoria disminución en su rendimiento que lo marginó a la banca de Tigres, incluso decidió salir del plantel antes de finalizar el torneo, pidiendo un permiso de tres meses para resolver problemas personales. Al cumplirse dicho permiso, regresa a Tigres donde entrena aproximadamente una semana, después la directiva regiomontana anuncia la salida de Gaitán mediante un comunicado argumentando que fueron motivos personales del futbolista la causa de la salida del plantel. Su salida de Tigres fue resentida por gran parte de la afición, que hasta la fecha lo considera un ídolo. En diciembre de 2007 fue transferido a los Rayos del Necaxa. Con el Necaxa trató de sumar más anotaciones para llegar a la importante cifra de los 100 goles anotados en el fútbol mexicano, sin embargo pasó sin pena ni gloria, anotando solo 3 goles: su primer gol a Monterrey, (después del partido declaró que enfrentar a Monterrey siempre sería un clásico), su segundo gol se lo marcó a Tigres y su último gol al América. En 2010, fue transferido a los Tiburones Rojos de Veracruz, pero fue liberado de su contrato por fingir una lesión en un entrenamiento. Después de su paso por México, firmó contrato de un año con Los Angeles Blues de la USL Professional Division de Estados Unidos. Luego de la finalización del mismo, regresó a Argentina para jugar con el Atlético Rafaela, donde finalmente se retiró.

### Fútbol rápido
Después de retirarse del fútbol profesional, Gaitán decidió probar suerte en el fútbol rápido jugando un solo partido con el Monterrey Flash, ciudad donde fue figura con los Tigres de la UANL.

## Legado
Apodado "Divino" por su elegante estilo de juego y "Chueco" por su perfil zurdo, Gaitán es considerado por analistas, jugadores y expertos como uno de los mejores mediocampistas ofensivos que han jugado en la Liga mexicana. Siendo un mediapunta, logró un campeonato de goleo, al marcar 14 tantos en el torneo Apertura 2005 mexicano. Ha sido uno de los máximos anotadores en la historia de los clásicos regiomontanos, con ocho tantos. A pesar de no haber conquistado el campeonato de Liga mexicana, Gaitán es considerado un ícono e ídolo de los Tigres y forma parte del once ideal histórico del equipo junto a jugadores de la talla de Tomás Boy, Gerónimo Barbadillo, Lucas Lobos y André-Pierre Gignac.

## Clubes
| Club              | País           | Año         |
| ----------------- | -------------- | ----------- |
| Rosario Central   | Argentina      | 1997 – 1998 |
| Villarreal        | España         | 1999 – 2000 |
| Boca Juniors      | Argentina      | 2001 – 2002 |
| Tigres UANL       | México         | 2002 – 2007 |
| Necaxa            | México         | 2008 – 2009 |
| Veracruz          | México         | 2010        |
| Los Angeles Blues | Estados Unidos | 2011        |
| Atlético Rafaela  | Argentina      | 2011-2012   |

## Estadísticas
| Club                             | Temporada | Liga  | Liga  | Copa Nac.(*) | Copa Nac.(*) | Copa Inter.(**) | Copa Inter.(**) | Total | Total |
| Club                             | Temporada | Part. | Goles | Part.        | Goles        | Part.           | Goles           | Part. | Goles |
| -------------------------------- | --------- | ----- | ----- | ------------ | ------------ | --------------- | --------------- | ----- | ----- |
| Rosario Central Argentina        | Clau.1997 | 6     | 0     | —            | —            | —               | —               | 6     | 0     |
| Rosario Central Argentina        | Aper.1998 | 16    | 6     | -            | -            | 7               | 1               | 23    | 7     |
| Rosario Central Argentina        | Total     | 22    | 6     | 0            | 0            | 7               | 1               | 29    | 7     |
| Villarreal C.F. · España         | 1999      | 12    | 0     | 1            | 0            | —               | —               | 13    | 0     |
| Villarreal C.F. · España         | 1999-2000 | 32    | 7     | —            | —            | —               | —               | 32    | 7     |
| Villarreal C.F. · España         | 2000      | 4     | 0     | —            | —            | —               | —               | 4     | 0     |
| Villarreal C.F. · España         | Total     | 47    | 7     | 1            | 0            | 0               | 0               | 48    | 7     |
| Boca Juniors Argentina           | 2001      | 16    | 4     | 0            | 0            | 4               | 2               | 20    | 6     |
| Boca Juniors Argentina           | 2001-2002 | 16    | 8     | -            | —            | 6               | 0               | 22    | 8     |
| Boca Juniors Argentina           | Total     | 32    | 12    | 0            | 0            | 10              | 2               | 42    | 14    |
| Tigres UANL · México             | 2002-2003 | 33    | 12    | —            | —            | —               | —               | 33    | 12    |
| Tigres UANL · México             | 2003-2004 | 39    | 19    | 1            | 0            | —               | —               | 40    | 19    |
| Tigres UANL · México             | 2004-2005 | 35    | 22    | 3            | 0            | 9               | 2               | 47    | 24    |
| Tigres UANL · México             | 2005-2006 | 34    | 16    | 4            | 4            | 6               | 2               | 44    | 22    |
| Tigres UANL · México             | 2006-2007 | 27    | 2     | 3            | 1            | —               | —               | 30    | 3     |
| Tigres UANL · México             | 2007      | 7     | 0     | —            | —            | —               | —               | 7     | 0     |
| Tigres UANL · México             | Total     | 175   | 71    | 11           | 5            | 15              | 4               | 201   | 80    |
| Necaxa · México                  | 2008      | 8     | 1     | —            | —            | —               | —               | 8     | 1     |
| Necaxa · México                  | 2008-2009 | 10    | 2     | —            | —            | —               | —               | 10    | 2     |
| Necaxa · México                  | Total     | 18    | 3     | 0            | 0            | 0               | 0               | 18    | 3     |
| Veracruz · México                | 2010      | 4     | 0     | —            | —            | —               | —               | 4     | 0     |
| Veracruz · México                | Total     | 4     | 0     | 0            | 0            | 0               | 0               | 4     | 0     |
| Los Angeles Blues Estados Unidos | 2011      | 7     | 4     | —            | —            | —               | —               | 7     | 4     |
| Los Angeles Blues Estados Unidos | Total     | 15    | 4     | 0            | 0            | 0               | 0               | 15    | 4     |
| Atlético Rafaela Argentina       | 2011-2012 | 12    | 1     | 2            | 0            | -               | -               | 14    | 1     |
| Atlético Rafaela Argentina       | Total     | 12    | 1     | 2            | 0            | 0               | 0               | 14    | 1     |
| Total en su carrera              | 1997-2012 | 335   | 109   | 16           | 5            | 26              | 6               | 364   | 117   |

- (*) InterLiga, Copa del Rey y Copa Argentina
- (**) Copa Libertadores de América, CONMEBOL Copa Mercosur y Copa Intercontinental

### Hat-tricks
Partidos en los que anotó tres o más goles:
| 1 | 24 de agosto de 2003 | Estadio Corregidora, Querétaro    | Querétaro-Tigres UANL |  | 1-7 | Apertura 2003 |
| 2 | 30 de abril de 2005  | Estadio Universitario, Nuevo León | Tigres UANL-Santos    |  | 3-1 | Clausura 2005 |
| 2 | 11 de mayo de 2005   | Estadio Universitario, Nuevo León | Tigres UANL-Morelia   |  | 3-2 | Clausura 2005 |

### Resumen estadístico
| División                      | Partidos | Goles |
| ----------------------------- | -------- | ----- |
| Primera División de Argentina | 74       | 21    |
| Primera División de México    | 193      | 74    |
| Primera División de España    | 12       | 0     |
| Segunda División de España    | 32       | 7     |
| USL Professional Division     | 15       | 4     |
| Copas nacionales              | 16       | 5     |
| Copas internacionales         | 24       | 6     |
| Total                         | 365      | 122   |

- (*) Partidos disputados en Copa del Rey e InterLiga.
- (**) Partidos disputados en Copa Libertadores de América.

## Palmarés

### Títulos nacionales
| Título    | Club        | País   | Año  |
| --------- | ----------- | ------ | ---- |
| InterLiga | Tigres UANL | México | 2005 |
| InterLiga | Tigres UANL | México | 2006 |

### Títulos internacionales
| Título            | Club         | País      | Año  |
| ----------------- | ------------ | --------- | ---- |
| Copa Libertadores | Boca Juniors | Argentina | 2001 |

### Distinciones individuales
| Distinción                                                                   | Año  |
| ---------------------------------------------------------------------------- | ---- |
| Mejor medio ofensivo de la Primera División de México 2003-2004              | 2004 |
| Campeón de goleo de la Primera División de México Apertura 2005 (11 goles)   | 2005 |
| Campeón de goleo de la InterLiga 2006 (4 goles)                              | 2006 |
| Balón de Oro al mejor jugador de la Primera División de México Clausura 2006 | 2006 |